# Die Prinzessin und der Geiger
Die Prinzessin und der Geiger er en britisk-tysk stumfilm fra 1925 instrueret af Graham Cutts.

## Medvirkende
- Jane Novak som Marie Idourska
- Walter Rilla som Michael Caviol
- Frank Stanmore
- Bernhard Goetzke som Adrian Levinsky
- Rosa Valetti
- Dora Bergner
- Fritz Alberti
- Robert Leffler